# Felix Booth
Felix Booth (Roydon, 1775 – Brighton, 1850) è stato un imprenditore britannico.
Gestore di una distilleria di gin, nel 1829 finanziò con £17000 la spedizione artica di John Ross, che in suo onore battezzò la Boothia e il golfo della Boothia.